# Антверпен (окръг)
Вижте пояснителната страница за други значения на Антверпен.
Антверпен (на нидерландски: Antwerpen) е окръг в Северна Белгия, провинция Антверпен. Площта му е 1000 km², а населението – 1 045 593 души (по приблизителна оценка от януари 2018 г.). Административен център е град Антверпен.